# Diocèse de Fort Worth

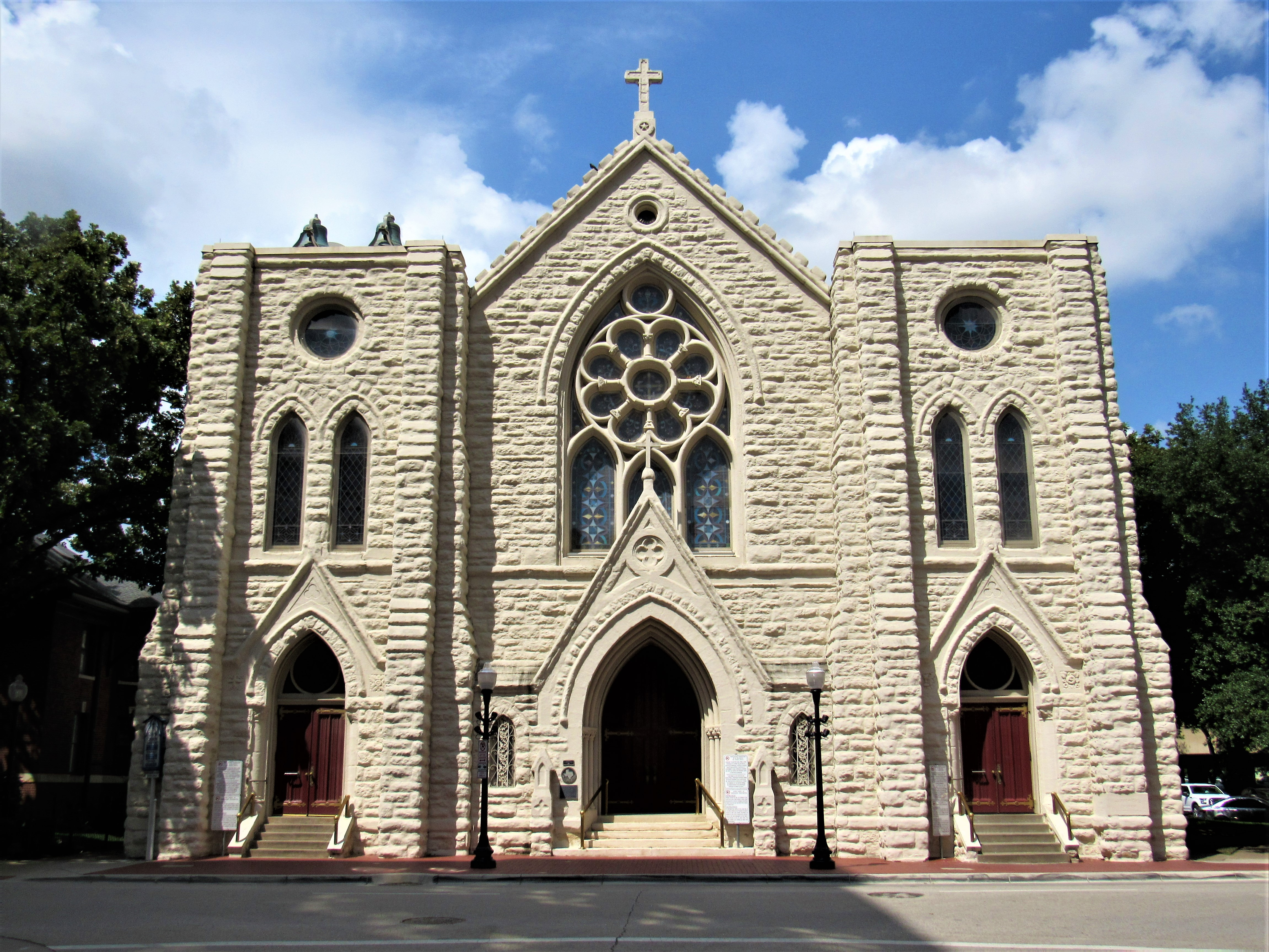
Façade de la cathédrale Saint-Patrick

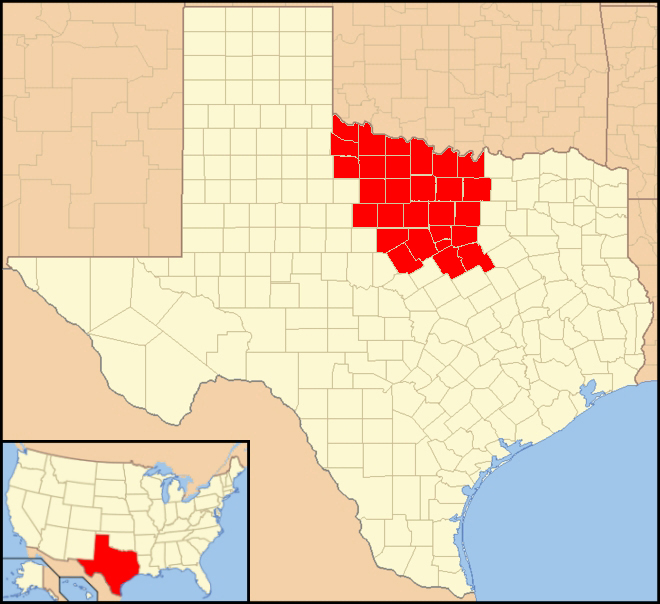
Localisation du diocèse

Le diocèse de Fort Worth, au Texas, est un siège de l'Église catholique aux États-Unis érigé le 9 août 1969. Il est suffragant de l'archidiocèse de San Antonio. 

## Territoire
Le diocèse englobe vingt-huit comtés du nord central du Texas: Archer, Baylor, Bosque, Clay, Comanche, Cooke, Denton, Eastland, Erath, Foard, Hardeman, Hill, Hood, Jack, Johnson, Knox, Montague, Palo Pinto, Parker, Shackelford, Somervell, Stephens, Tarrant, Throckmorton, Wichita, Wilbarger, Wise et Young pour une surface de 23,950 mi2.
Son siège épiscopal est à la cathédrale Saint-Patrick de Fort Worth.

## Histoire
En 1890, la population catholique entre le Brazos et la Trinity est suffisamment importante pour que le pape Léon XIII érige le nouveau diocèse de Dallas. Dès 1870 Mgr Dubuis, évêque (d'origine française) de Galveston (qui englobait alors tout le Texas), avait commencé à envoyer l'abbé Vincent Perrier deux fois par an à Fort Worth. Il y avait quelques familles de colons catholiques qui se réunissaient pour les offices à la maison Carrico. La première église paroissiale de Fort Worth est une petite structure de bois au n°1212 de la Throckmorton Street, placée sous le vocable de saint Stanislas qui demeure jusqu'en 1907. La pierre d'angle de l'église Saint-Patrick (qui deviendra la cathédrale de Fort Worth) est posée en 1888. L'église est bâtie au nord de l'église Saint-Stanislas et reçoit sa dédicace en 1892. Lorsque Dallas est érigé en diocèse, la région qui deviendra plus tard le diocèse de Fort Worth disposait de sept paroisses : Fort Worth, Cleburne, Gainesville, Henrietta, Hillsboro, Muenster et Weatherford.
La première école paroissiale catholique de la région est celle de l'église Saint-Stanislas ouverte en 1879 par l'abbé Thomas Loughrey, pour les garçons de la paroisse. Elle demeure en activité jusqu'en 1907. En 1885, les Sœurs de Notre-Dame de Namur fondent à Fort Worth la Saint Ignatius Academy, puis la Xavier Academy à Denison. La même congrégation fonde en 1910 le premier collège universitaire catholique de Fort Worth, sous le nom de Our Lady of Victory College. D'autres écoles catholiques ouvrent à Denton (1874) Weatherford (1880), Muenster (1890 et 1895), Gainesville (1892), Pilot Point (1893) et Cleburne (1896). La St. Joseph's Infirmary (aujourd'hui St. Joseph's Hospital) ouvre à Fort Worth en 1885. 
In 1953, Pie XII change le nom du diocèse de Dallas en diocèse de Dallas-Fort Worth, et l'église Saint-Patrick de Fort Worth est élevée au statut de co-cathédrale. En 1985, la cathédrale Saint-Patrick, l'église Saint-Ignace et son presbytère sont inscrits à la liste du Registre national des lieux historiques. Le 22 août 1969, Paul VI sépare les 28 comtés du nord central du Texas du diocèse de Dallas–Fort Worth, pour former le nouveau diocèse de Fort Worth, les autres restant dans le diocèse de Dallas. Le premier évêque en est Mgr John Cassata, natif de Galveston. De 1969 à 1986, la population catholique passe de 67 000 fidèles à 120 000. Le diocèse dispose alors de quatorze écoles primaires, trois écoles secondaires, du Cassata Learning Center (fondé en 1975 pour offrir de l'instruction aux déshérités), et d'une grande maison diocésaine (Catholic Center) de 1 900 m2 pour abriter tous ses services.
Le pape François nomme le 19 novembre 2013 Mgr Michael F. Olson comme quatrième évêque de Fort Worth. Il est consacré le 29 janvier 2014.

## Statistiques
- En 1970, le diocèse comptait 75.000 baptisés pour 1.136.200 habitants (6,6%), servis par 76 prêtres (41 diocésains et 35 réguliers), 35 frères et 236 religieuses dans 66 paroisses
- En 1990, le diocèse comptait 154.325 baptisés pour 2.024.000 habitants (7,6%), servis par 107 prêtres (52 diocésains et 55 réguliers), 45 diacres permanents, 66 religieux et 113 religieuses dans 83 paroisses
- En 2004, le diocèse comptait 400.501 baptisés pour 2.770.961 habitants (14,5%), servis par 115 prêtres (59 diocésains et 56 réguliers), 74 diacres permanents, 69 religieux et 91 religieuses dans 88 paroisses
- En 2016, e diocèse comptait 900.000 baptisés pour 3.533.093 habitants (25,5%), servis par 103 prêtres (59 diocésains et 44 réguliers), 105 diacres permanents, 48 religieux et 71 religieuses dans 90 paroisses[1].

La population catholique du diocèse a connu un bond démographique très important surtout depuis le début du XXIe siècle ; cela est dû en premier lieu à l'immigration en provenance du Mexique et de l'Amérique latine.